# Hari Micidis
Hari Haralampos Micidis (rođen 14. februara 1972.) je grčko-britanski putnik i avanturista koji je obišao sve države sveta, poznat po mesečnoj rubrici 'Hari u...' u srpskom putničkom časopisu Travel Magazin. "Časopis uspešnih" Naš brend, proglasio ga je drugim najvećim svetskim putnikom.

## Lični život
Hari je rođen u Londonu, od oca Grka i majke poreklom iz Južnoafričke republike. Do 2001. godine obišao je sve evropske zemlje (Belorusija je bila poslednja), nakon čega je odlučio "osvojiti" čitav svet. U tome je uspeo kada je imao 36 godina, posetivši Ekvatorijalnu Gvineju u martu 2008. godine (tačnije 2011. godine, ako računamo nedavni referendum za nezavisnost Južnog Sudana). 
Hari i njegov rad spominju se detaljnije, u knjizi švajcarsko-nemačkog autora Kolje Sporija - 'Bio sam svuda' (Ich war überall) kao i u delu 'Susreti s istaknutim putnicima' (Encuentros con Viajeros Notables) španskog putnika i pisca Horhea Sančeza, ali je i sam držao predavanja o svojim putovanjima na raznim jezicima. 
Zapisi o Hariju mogu se naći u različitim člancima, takođe mesečno piše putopise o nepoznatim i teško dostupnim destinacijama za poznati Duke&Peterson Travel Magazine (srpsko izdanje) od 2008. godine. Poznati srpski medij B92, kao i Politika, intervjuisali su Harija u više navrata, najviše zbog činjenice da je jedan od retkih velikih putnika koji tečno govori srpski jezik a koji je i boravio u srpskoj prestonici Beograd 2008 godine.
Jedan od najpopularnijih portala na Novom Zelandu stuff.co.nz, proglasio je Harija najnaputovanijim čovekom na svetu, objavivši članak pod nazivom "Upoznajte najnaputovanijeg čoveka na svetu" (en. Meet the world's most travelled man).
Takođe, jedan od australskih najvećih magazina za putnike Traveller je uradio istu stvar sa člankom pod nazivom "Hari Micidis, najnaputovaniji čovek na svetu, ima za cilj ići dalje od putovanja u svaku zemlju sveta" (en. Harry Mitsidis, the world's most-travelled person, aims to go beyond visiting every country).

## The Best Travelled - TBT
Hari je pokrenuo veb-stranicu www.thebesttravelled.com u aprilu, 2012. godine (što označava početnu fazu), pre nego sto ju je i formalno predstavio 13. oktobra, te iste godine. TBT je predstavio i novu podelu sveta - podelivši Zemlju na 1281 regiju (za razliku od UN-ove 193 države, Wikipedijine 242 i Travel Century Club-ove podele na 324 zemlje). Ova divizija uključuje većinu TCC-ove divizije, ali države su onda dalje podeljene prema veličini i/ili broju stanovnika određene zemlje.
TBT ima za cilj postati glavni u području takmičarskog putovanja. Konkurent TBT stranici je stranica MTP (Most Traveled People), internet stranica koju je osnovao Čarls Velej. TBT je u junu 2017. pomenjalo naziv u NomadMania i deli Zemlju na 1301 regija.